# Lucio Vipstano Poplicola
Lucio Vipstano Poplicola (in latino: Lucius Vipstanus Poplicola/Poblicola; 13 circa – dopo il 59) è stato un magistrato e senatore romano, console dell'Impero romano.

## Biografia
Appartenente alla famiglia equicola dei Vipstani, assurta recentemente tra le gentes nobiles di Roma grazie al consolato di Marco Vipstano Gallo nel 18, Poplicola era verosimilmente figlio dello stesso Gallo oppure del fratello Lucio Vipstano Gallo, morto ancora pretore nel 17, e della patrizia Valeria Messalina, figlia del console del 3 a.C. e grande amico di Tiberio Marco Valerio Messalla Messalino Corvino. Il matrimonio con la potente gens Valeria aveva favorito la carriera dei Vipstani tiberiani e permesso ai figli Poplicola e Messalla Vipstano Gallo di ereditare cognomina della gens Valeria.
Il primo incarico noto di Poplicola lo vede al fianco del fratello Messalla nel 46: i due, ancora di rango pretorio, erano stati incaricati di compiti straordinari nella città di Cales, segno del prestigio della famiglia in epoca claudiana, anche se ancora sfugge l'esatta tipologia del loro incarico.
Successivamente, Poplicola ascese al vertice dello stato romano: egli fu infatti console ordinario al fianco di Aulo Vitellio per il primo semestre del 48, e a luglio la coppia fu sostituita dai rispettivi fratelli Messalla e Lucio Vitellio. La struttura dell'anno, in cui per inciso doveva svolgersi la lectio senatus operata dai censori Claudio e Vitellio e in cui avvenne il famoso discorso sull'ingresso in senato dei notabili galli della Gallia Comata, testimonia la volontà del princeps di affidare il consolato ai soli rampolli di famiglie a lui fedeli. Segno della fedeltà di Poplicola a Claudio fu la sua proposta in senato come console in seguito alla lectio senatus di conferire al princeps il titolo di pater senatus al posto del troppo consueto pater patriae, ma Claudio ricusò la mozione:
(Tacito, Annales, XI, 25, 4 [trad. Bianca Ceva, BUR].)
In ogni caso, la gens Vipstana fu, nel 48, adlecta inter patricios dai censori Claudio e Vitellio.
Dopo forse un'ipotizzata ma non dimostrata legazione consolare, nel 58/59 Poplicola fu sorteggiato come proconsole d'Asia, e fu sostituito l'anno successivo sempre dal fratello Messalla.
Di Poplicola sono stati ipotizzati alcuni legami matrimoniali, ma persiste l'incertezza che essi si riferiscano a lui o al fratello Messalla. Uno dei due sposò la madre di Marco Aquilio Regolo ed ebbe come figlio Vipstano Messalla, tribuno militare della legio VII Claudia pia fidelis di parte flavia contro Vitellio nel 69 e grande oratore, forse padre del console ordinario del 115 Lucio Vipstano Messalla (a sua volta padre di Lucio Vipstano Poplicola Messalla); certamente di Poplicola fu invece figlio Gaio Vipstano Poplicola, cooptato in un ignoto collegio sacerdotale patrizio nel 63 ma poi probabilmente morto giovane. Del tutto incerto è il rapporto di Poplicola con Gaio Vipstano Aproniano, console ordinario del 59: forse erano fratelli da un secondo matrimonio del padre con un'Apronia o fratelli adottivi.